# Казиченська
Казиченська (рос. Казыченская) — присілок у Подпорозькому районі Ленінградської області Російської Федерації.
Населення становить 58 осіб. Належить до муніципального утворення Вінницьке сільське поселення.

## Історія
Згідно із законом від 1 вересня 2004 року № 51-оз належить до муніципального утворення Вінницьке сільське поселення.

## Населення
| 1905 | 1997 | 2007 | 2010 |
| ---- | ---- | ---- | ---- |
| 40   | ↗129 | ↘86  | ↘58  |